# مارك جونز (متسابق دراجات نارية)
مارك جونز (بالإنجليزية: Mark Jones)‏ هو متسابق دراجات نارية بريطاني، ولد في 12 أبريل 1979 في بريدجند ‏ في المملكة المتحدة.